# José Aparicio Sanz
José Aparicio Sanz, (12 de marzo de 1893, Enguera, Valencia, España - 29 de diciembre de 1936, Picadero de Paterna, España) fue un sacerdote español, arcipreste de Enguera, víctima y uno de los Mártires españoles del siglo XX, por la persecución religiosa contra la Iglesia Católica durante la Guerra Civil Española, al igual que 232 compañeros en 1936, beatificado por Juan Pablo II el 11 de marzo del 2001.  

## Biografía
Hijo de Manuel Aparicio Sanz y Leonor Sanz Sanz, quienes eran profundamente cristianos, lo educaron en la fe y desde chico mostro inclinación por la vocación sacerdotal. Estudió en las escuelas Pías, luego ingresó al Colegio de Vocaciones Eclesiásticas de San José, en Valencia y posteriormente fue seminarista en el Seminario Conciliar Central de Valencia, donde fue un seminarista modelo por su aplicación al estudio y sus virtudes.
En 1916 fue ordenado sacerdote el 17 de junio por el obispo fray Luis Amigó Ferrer quien posteriormente fue declarado Siervo de Dios. Celebró su primera Misa el día 30 de junio en su parroquia de San Miguel de Enguera. Inició su ministerio sacerdotal en la pequeña vicaría cercana de Benali, donde, además de su buen ejemplo, dejó como recuerdo, la reconstrucción de la iglesia y de la casa abadía.
En 1917 fue asignado coadjutor a la parroquia de Santa María de Oliva, donde desarrolló sus actividades pastorales en todos los sectores requeridos, demostrando un alto espíritu de caridad durante la pandemia de 1918, y que afectaba a numerosas poblaciones valencianas.
En 1921 lo pasaron a Luchente, en la misma provincia de Valencia desde el 16 de octubre. Desde mostro inclinación a una especial vocación hacia la Eucaristía e inició a firmar sus escritos como "Centinela de mi Sagrario", e hizo de ése pueblo, un centro de adoración eucarística, que traspasó fronteras. Este pueblo, desde 1239, durante la ocupación árabe de la zona, contaba en su historia con el milagro de los Santos Corporales. En 1930, cuando tenía 37 años, fue nombrado arcipreste en la parroquia de Enguera, su población natal, que duró hasta su martirio.

## Atrapado en La Guerra Civil
En 1931 se proclamó la II República Española, que se mostró anticlerical, con incendios de tempos en Madrid, Valencia, Málaga y otras. Los jesuitas fueron expulsados. En 1934 fueron martirizados 10 personas en Turón. En 1936 el Frente Popular, formado por socialistas y comunistas, continuaron contra derribo de cruces, incendio de templos prohibición del culto y persecución religiosa domiciliaria, hasta 1939, que generó cerca 10 mil mártires, entre 12 obispos, 4,194 sacerdotes, 2,365 religiosos, 283 monjas, cientos de miles de laicos y más de 2,000 edificios fueron destruidos, entre ellos, 800 templos.

## Encarcelamiento y martirio
Al estallar la revolución española de 1936, a pesar de las presiones, continuó ejerciendo su ministerio atendiendo feligreses desde su casa. Fue detenido el 11 de octubre de 1936 por unos milicianos en casa de su familia, junto con su coadjutor y varios feligreses y los llevaron detenidos al seminario de Valencia que había sido convertido en checa (centro de reclusión, interrogatorio y tortura), para después ser trasladado a la Cárcel Modelo.
Durante las semanas que permaneció en cautiverio, el sacerdote animaba a sus compañeros a sufrir el martirio por Cristo y a perdonar de corazón a sus ejecutores, pues la recompensa del "cielo" estaba esperando por ellos.
Sus feligreses presos junto con él, le pidieron que intercediera y pidiera clemencia al Comité de Enguera, que los había encarcelado.
El sacerdote accedió y el resultado fue que pusieron en libertad a unos cuántos, pero a otros 35 les martirizaron, entre ellos el mismo sacerdote y otros 8 compañeros sacerdotes, que fueron ejecutados en Paterna el 29 de diciembre de 1936. Los sacerdotes eran: Enrique Juan Requena, Fernando González Añón, Juan Ventura Solsona, José Ruiz Bruixola, Ramón Martí Soriano, Joaquín Vilanova Camallonga, Enrique Moran Pellicer, Carmelo Sastre Sastre.
Durante el traslado a Paterna alentó a sus compañeros a que perdonaran a sus ejecutores. Ya en el lugar de la ejecución, se acercó con su ejecutor, lo perdonó en nombre de todos, le dio un abrazo. Pidió permiso para dirigir unas palabras mismo que le fue concedido. Ofreció su vida por sus compañeros que eran padres de familia, los animó a continuar en la fe y habló de la dicha de la vida eterna. Les dio la bendición, la absolución, se arrodilló y gritó “'Viva Cristo Rey!", siendo seguido por sus compañeros y fueron ejecutados. 
En la fecha de su martirio, José tenía 43 años. Sus restos descansan en la Capilla del Santísimo de la parroquia de Enguera.